# Beerbach (Abenberg)
Beerbach (fränkisch: Bäabach) ist ein Gemeindeteil der Stadt Abenberg im Landkreis Roth (Mittelfranken, Bayern). Die Gemarkung Beerbach hat eine Fläche von 6,031 km². Sie ist in 735 Flurstücke aufgeteilt, die eine durchschnittliche Fläche von 8205,89 m² haben. In ihr liegt neben dem namensgebenden Ort der Gemeindeteil Pflugsmühle.

## Geografie
Durch das Dorf fließt der Beerbach, ein linker Zufluss der Fränkischen Rezat. Im Westen liegt die Bramenleite, im Süden das Mauerfeld, circa 0,5 km nördlich liegt das Dürrenmungenauer Holz. Einst floss dort die Ur-Rezat in Richtung Georgensgmünd.
Die Kreisstraße RH 9 führt nach Wassermungenau zur Bundesstraße 466 (1,8 km westlich) bzw. nach Obersteinbach ob Gmünd (2,3 km östlich). Gemeindeverbindungsstraßen verlaufen nach Dürrenmungenau (2 km nördlich) und Pflugsmühle (1,1 km südwestlich).

## Geschichte
1157 wurde der Ort als „Berenbach“ erstmals urkundlich erwähnt. Das Bestimmungswort des zugrundeliegenden Gewässernamens ist entweder bēr (mhd. für Bär) oder bër (mhd. für Blüte, Frucht) und bezeichnet eine dementsprechende Eigenschaft: ein Bach, der von Bären aufgesucht wurde, oder mit Blühpflanzen umsäumt war.
Beerbach lag verkehrsgünstig an der Burgunderstraße. Er bestand ursprünglich aus 9 Höfen und hatte auch eine Kirche mit Friedhof, die aber bereits 1380 völlig abgetragen war. Er gehörte ursprünglich den Grafen von Abenberg, gelangte dann in der Rechtsnachfolge an die Burggrafen von Nürnberg. Bischof Reinboto von Eichstätt gewann Einfluss in der Gegend durch den Kauf der Burg Wernfels im Jahr 1284 und des Spalter Umlands im Jahr 1294/95. Im Salbuch des eichstättischen Kollegiatstifts St. Nikolaus zu Spalt von 1380 wurden für Beerbach 4 abgabepflichtige Untertansfamilien verzeichnet. In den Salbüchern von 1469, 1517 und 1549 wurden 5 Untertansfamilien angegeben. Der Hauptmannschaft Hergersbach der Reichsstadt Nürnberg unterstanden 1529 5 Untertansfamilien im Ort.
Im 16-Punkte-Bericht des Oberamts Windsbach von 1608 wurden für Beerbach 15 Mannschaften verzeichnet. Grundherren waren das Stiftsamt Ansbach (1 Hof), das Verwalteramt Merkendorf (1 Gut), das Kollegiatstift St. Nikolaus zu Spalt (4 Höfe und 2 Güter), die Reichsstadt Nürnberg (4 Höfe und 2 Güter) und das Kastenamt Schwabach (1 Gut). Außerdem gab es ein Gemeindehirtenhaus. Das Hochgericht übte das brandenburg-ansbachische Kasten- und Stadtvogteiamt Windsbach aus.
1634 wurde Beerbach mit der Pflugsmühle infolge des Dreißigjährigen Kriegs völlig niedergebrannt und erst 30 Jahre später wieder aufgebaut. Im Eichstätter Salbuch von 1671 ist für Beerbach eine Untertansfamilie verzeichnet, die dem Kastenamt Abenberg unterstand. Die übrigen Untertanen unterstanden dem Kollegiatstift und der Reichsstadt Nürnberg.
In der Amtsbeschreibung des Pflegamtes Lichtenau aus dem Jahr 1748 sind für den Ort 22 Untertansfamilien angegeben, wovon 10 dem Pflegamt unterstanden und 12 Fremdherren.
Gegen Ende des 18. Jahrhunderts gab es in Beerbach 21 Anwesen. Das Hochgericht übte weiterhin das Kasten- und Stadtvogteiamt Windsbach aus, einen Gemeindeherrn hatte der Ort nicht. Grundherren waren das Fürstentum Ansbach (Kastenamt Windsbach: 1 Zapfenwirtschaft, 1 Mahlmühle; Stiftsamt Ansbach: 1 Halbhof; Verwalteramt Merkendorf: 1 Gütlein), das Hochstift Eichstätt (Kastenamt Spalt: 1 Ganzhof, 3 Halbhöfe, 3 Köblergüter; Kastenamt Abenberg: 1 Schmiedgut), die Reichsstadt Nürnberg (Spital- und Katharinenklosteramt: 3 Ganzhöfe; Siechkobelstiftung St. Jobst: 1 Gütlein), der Nürnberger Eigenherr Kreß von Kressenstein (3 Halbhöfe), das Rittergut Dürrenmungenau (1 Ganzhof) und die Deutschordenskommende Nürnberg (1 Halbhof). Neben den Anwesen gab es kommunale (Hirtenhaus) und herrschaftliche Gebäude (Haus Nr. 4). Von 1797 bis 1808 unterstand der Ort dem Justiz- und Kammeramt Windsbach.
Im Geographischen statistisch-topographischen Lexikon von Franken (1799) heißt es vom Ort:

„Berbach, vermischter Weiler im Ansbachischen Kameral-Amte Windspach zwischen Wassermungenau und Ober-Steinbach gelegen, darinn sind 8 eichstättische Steuer- und 3 Lehen-Unterthanen, leztere 3 und 1 von erstern gehören zum Kasten-Amte Abenberg, die übrige 7 aber zum Collegiatstiftischen Steuer-Amte in Spalt, der Zehend hingegen dem dortigen Collegiatstifte selbst.
Die Advokatie über Berbach hatte Burggraf Conrad der jüngere in Nürnberg vom Bisthume Regenspurg zu Lehen. Bey einem im Jahre 1294 aber zwischen Eichstätt und Regenspurg gemachten Tausch, trat Bischoff Heinrich von Regenspurg dieses dominum directum der Advocatie über Berbach an Bischoff Reimbolt zu Eichstätt, einen Edlen von Mühlenhart unter andern auch mit ab.“

Im Rahmen des Gemeindeedikts wurde Beerbach dem 1808 gebildeten Steuerdistrikt Wassermungenau und der 1810 gegründeten Ruralgemeinde Wassermungenau zugeordnet. Mit dem Zweiten Gemeindeedikt (1818) entstand die Ruralgemeinde Beerbach, zu der Pflugsmühle gehörte. Sie war in Verwaltung und Gerichtsbarkeit dem Landgericht Heilsbronn zugeordnet und in der Finanzverwaltung dem Rentamt Windsbach. Von 1862 bis 1879 gehörte Beerbach zum Bezirksamt Heilsbronn, ab 1880 zum Bezirksamt Schwabach (1939 in Landkreis Schwabach umbenannt) und zum Rentamt Spalt (1919 in Finanzamt Spalt umbenannt). Die Gerichtsbarkeit blieb bis 1879 beim Landgericht Heilsbronn, von 1880 bis 1970 war das Amtsgericht Roth zuständig, seit 1970 ist es das Amtsgericht Schwabach. 1932 wurde das Finanzamt Spalt aufgelöst und Beerbach dem Finanzamt Schwabach zugewiesen. Die Gemeinde hatte 1964 eine Gebietsfläche von 6,067 km². Am 1. Mai 1978 wurde Beerbach im Zuge der Gebietsreform in Bayern nach Abenberg eingemeindet.

### Bau- und Bodendenkmäler
In Beerbach gibt es sieben Baudenkmäler:
- Beim Kriegerdenkmal gibt es eine mächtige Eiche (Naturdenkmal).[26]
- In Richtung Pflugsmühle gibt es Siedlungsfunde aus der Jungsteinzeit und der Urnenfelderzeit.[27]
- Kreuzstein
- Häuser und Scheunen

### Einwohnerentwicklung
Gemeinde Beerbach
| Jahr      | 1818   | 1840   | 1852   | 1855   | 1861   | 1867   | 1871   | 1875   | 1880   | 1885   | 1890   | 1895   | 1900   | 1905   | 1910   | 1919   | 1925   | 1933   | 1939   | 1946   | 1950   | 1952   | 1961   | 1970   |
| Einwohner | 197    | 196    | 187    | 198    | 183    | 205    | 185    | 171    | 179    | 192    | 188    | 201    | 194    | 197    | 192    | 186    | 184    | 188    | 196    | 275    | 268    | 272    | 196    | 217    |
| Häuser    | 30     | 30     |        |        |        |        | 32     |        |        | 34     | 36     |        | 37     |        |        |        | 42     |        |        |        | 37     |        | 38     |        |
| Quelle    | [ 29 ] | [ 30 ] | [ 31 ] | [ 31 ] | [ 32 ] | [ 33 ] | [ 34 ] | [ 35 ] | [ 36 ] | [ 37 ] | [ 38 ] | [ 39 ] | [ 40 ] | [ 39 ] | [ 41 ] | [ 39 ] | [ 42 ] | [ 39 ] | [ 39 ] | [ 39 ] | [ 43 ] | [ 39 ] | [ 22 ] | [ 44 ] |

Ort Beerbach
| Jahr      | 001818 | 001840 | 001861 | 001871 | 001885 | 001900 | 001925 | 001950 | 001961 | 001970 | 001987 |
| Einwohner | 185    | 186    | 169    | 171    | 179    | 183    | 172    | 260    | 183    | 204    | 183    |
| Häuser    | 28     | 29     |        |        | 33     | 36     | 40     | 36     | 36     |        | 48     |
| Quelle    | [ 29 ] | [ 30 ] | [ 32 ] | [ 34 ] | [ 37 ] | [ 40 ] | [ 42 ] | [ 43 ] | [ 22 ] | [ 44 ] | [ 45 ] |

## Religion
Der Ort ist seit der Reformation gemischt konfessionell. Die Einwohner evangelisch-lutherischer Konfession sind nach St. Andreas (Wassermungenau) gepfarrt. Die Einwohner römisch-katholischer Konfession waren ursprünglich nach St. Emmeram (Spalt) gepfarrt, seit 1931 nach St. Jakobus (Abenberg).